# Atkins (Arkansas)
Atkins is een plaats (city) in de Amerikaanse staat Arkansas, en valt bestuurlijk gezien onder Pope County.

## Demografie
Bij de volkstelling in 2000 werd het aantal inwoners vastgesteld op 2878.
In 2006 is het aantal inwoners door het United States Census Bureau geschat op 2921,.

## Geografie
Volgens het United States Census Bureau beslaat de plaats een oppervlakte van
15,9 km2. Atkins ligt op ongeveer 113 m boven zeeniveau.